# Varanidae
Varanul (Varanus) este o reptilă sauriană carnivoră, care trăiește în Africa, Asia și Australia. Varanul este un animal din clasa reptilelor carnivore în afară de două specii de varani. Ei au corpul lung acoperit cu solzi fiind cele mai mari șopârle din lume. Varanus komodoensis, sau varanul de pe insula Komodo sunt cei mai mari varani care ating 3 m lungime și o greutate de 135 kg. S-au găsit fosile de varani care aveau 5 m lungime. Varanii trăiesc peste tot în afară de regiunile temperate și polare.

## Specii
Sunt recunoscute următoarele:

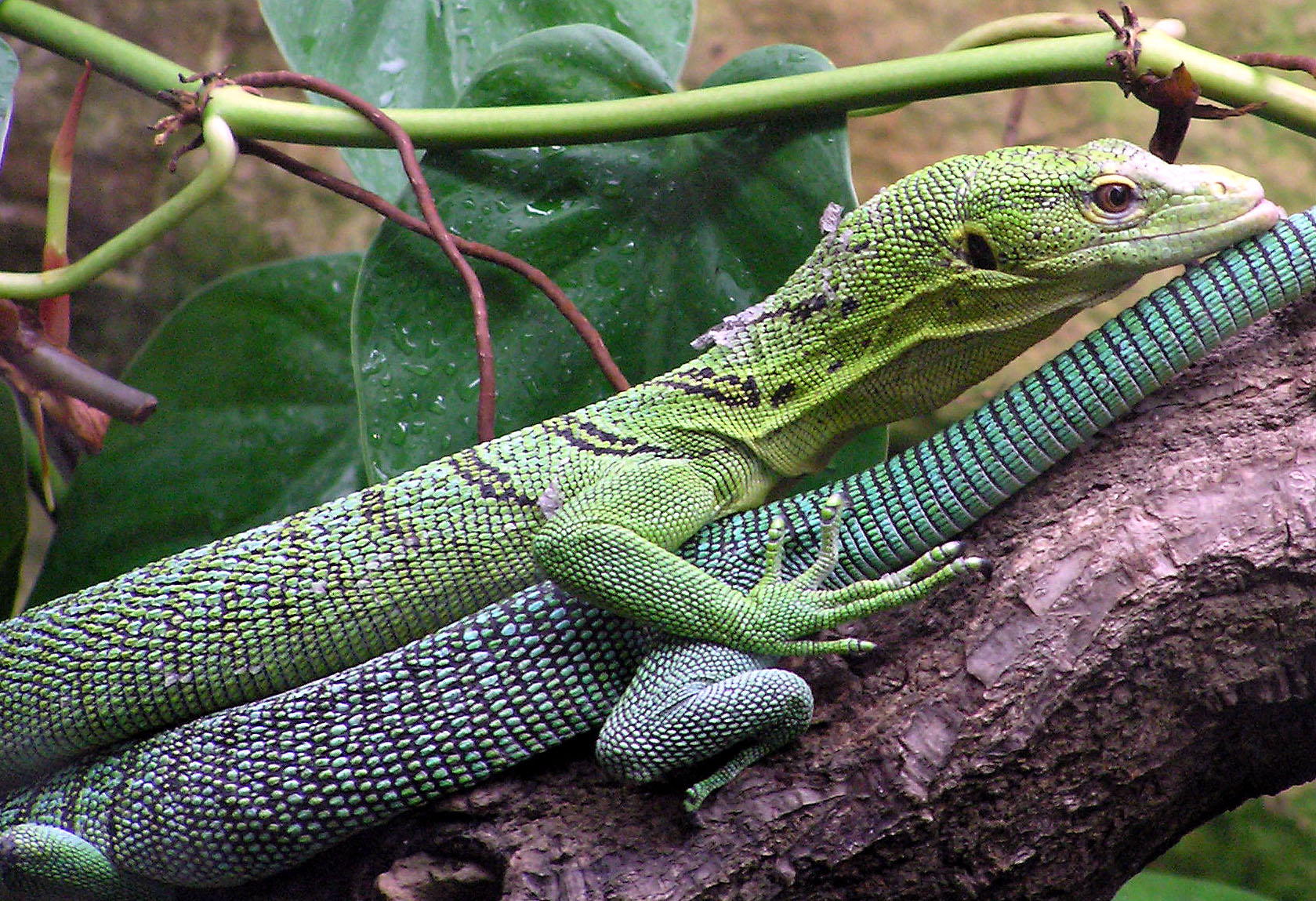
Varanus prasinus.

- Varanus acanthurus, varan cu coadă spinoasă
- Varanus albigularis, varan gât alb
- Varanus amnhophilis †
- Varanus auffenbergi, varan păun
- Varanus baritji, varan cu coadă spinoasă din Nord
- Varanus beccarii, varan arboricol negru
- Varanus bengalensis, varan de Bengala (CITES I)
- Varanus bitatawa, varan gigant filipin
- Varanus boehmei
- Varanus bogerti, varano arboricol auriu
- Varanus brevicauda, varan de coadă scurtă
- Varanus bushi
- Varanus caerulivirens, varan turc
- Varanus caudolineatus, varan de coada în dungi
- Varanus cerambonensis, varan de manglar de Ceram
- Varanus cumingi
- Varanus doreanus, varan de coada albastră
- Varanus dumerilii, varan de Dumeril
- Varanus eremius, varan pigmeo de deșert
- Varanus exanthematicus, varan de sabana
- Varanus finschi, varan de Finsch
- Varanus flavescens, varan galben de manglar (CITES I)
- Varanus giganteus, varan gigant din australia
- Varanus gilleni, varan de Gillen
- Varanus glauerti, varan roci colilargo
- Varanus glebopalma
- Varanus gouldii, varan de nisip* Varanus griseus, varan del desierto (CITES I)
- Varanus hamersleyensis[2]
- Varanus indicus, varan de manglar
- Varanus jobiensis, varan de Schmidt
- Varanus juxtindicus, Hakoi
- Varanus keithhornei
- Varanus kingorum, varan de King
- Varanus komodoensis, dragon de Komodo (CITES I)
- Varanus kordensis
- Varanus lirugensis
- Varanus mabitang, varan de Panay
- Varanus macraei, varan de MacRae
- Varanus marmoratus
- Varanus melinus
- Varanus mertensi, varan de apă de Mertens
- Varanus mitchelli, varan de agua de Mitchell
- Varanus nebulosus, varan nebuloso (CITES I)
- Varanus niloticus, varan de pe Nil
- Varanus nuchalis
- Varanus obor, varan torță
- Varanus olivaceus, varan de Gray
- Varanus ornatus, varan din Daudin
- Varanus palawanensis
- Varanus panoptes varan din Argus
- Varanus pilbarensis varan din Pilbara
- Varanus prasinus, varan verde
- Varanus primordius
- Varanus prisca †, megalania
- Varanus rainerguentheri
- Varanus rasmusseni
- Varanus reisingeri
- Varanus rosenbergi, varan din Rosenberg
- Varanus rudicollis, varan cuellirugoso
- Varanus salvadorii, varan de Papúa
- Varanus salvator, varan cu două benzi
- Varanus scalaris, varan arboricol pestriț
- Varanus semiremex, varan maro
- Varanus similis
- Varanus spenceri, varano de Spencer
- Varanus spinulosus, varan de manglar de Sta. Isabel
- Varanus storri, varan mic
- Varanus telenesetes, varan arborícola de la isla Rossel
- Varanus timorensis, varan arborícola moteado
- Varanus togianus
- Varanus tristis, varan cu capul negru
- Varanus varius, varan arboricol comun
- Varanus yemenensis, varan de Yemen

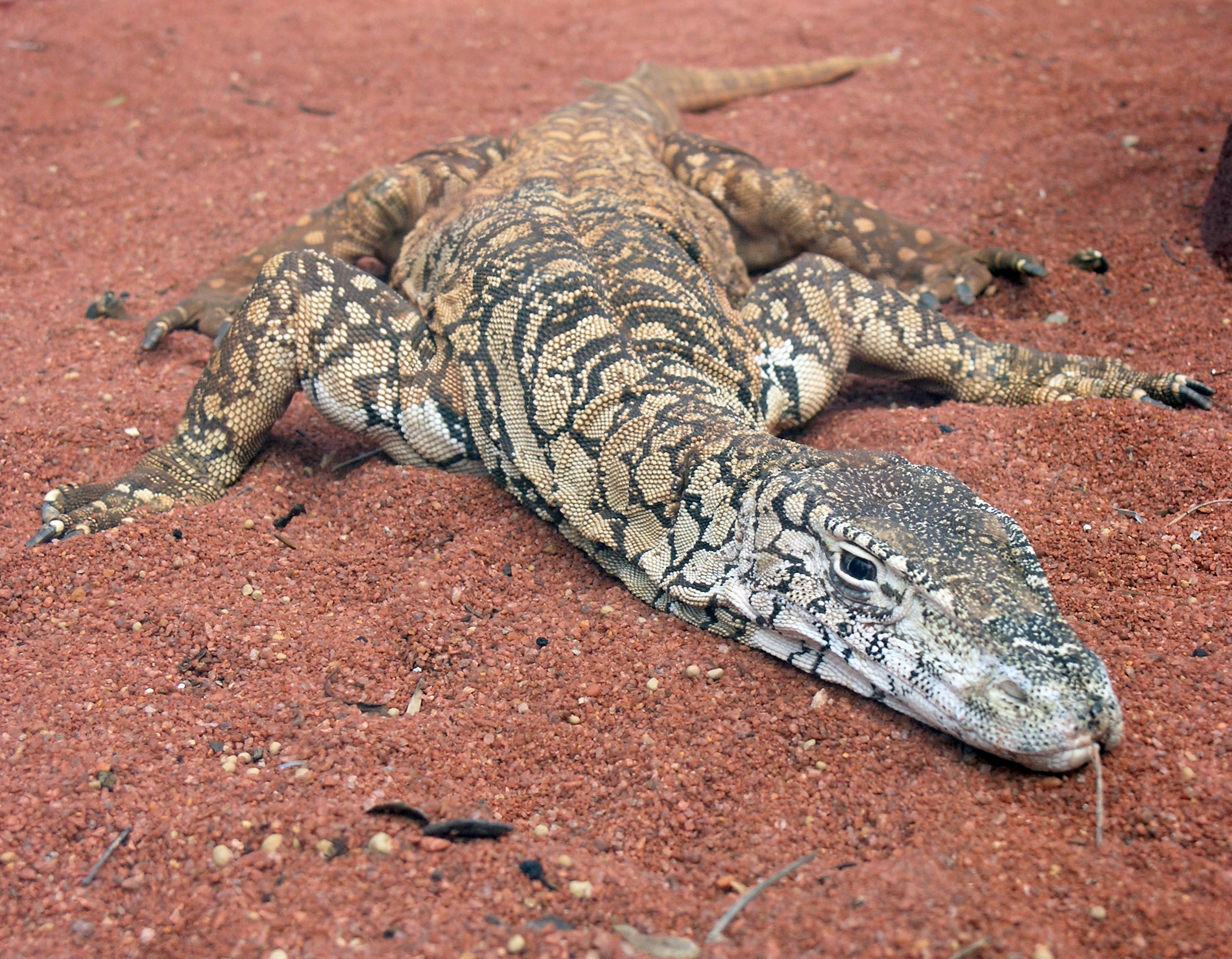

- Varanus yuwonoi varan tricolor
- Varanus zugorum